# Sardoine

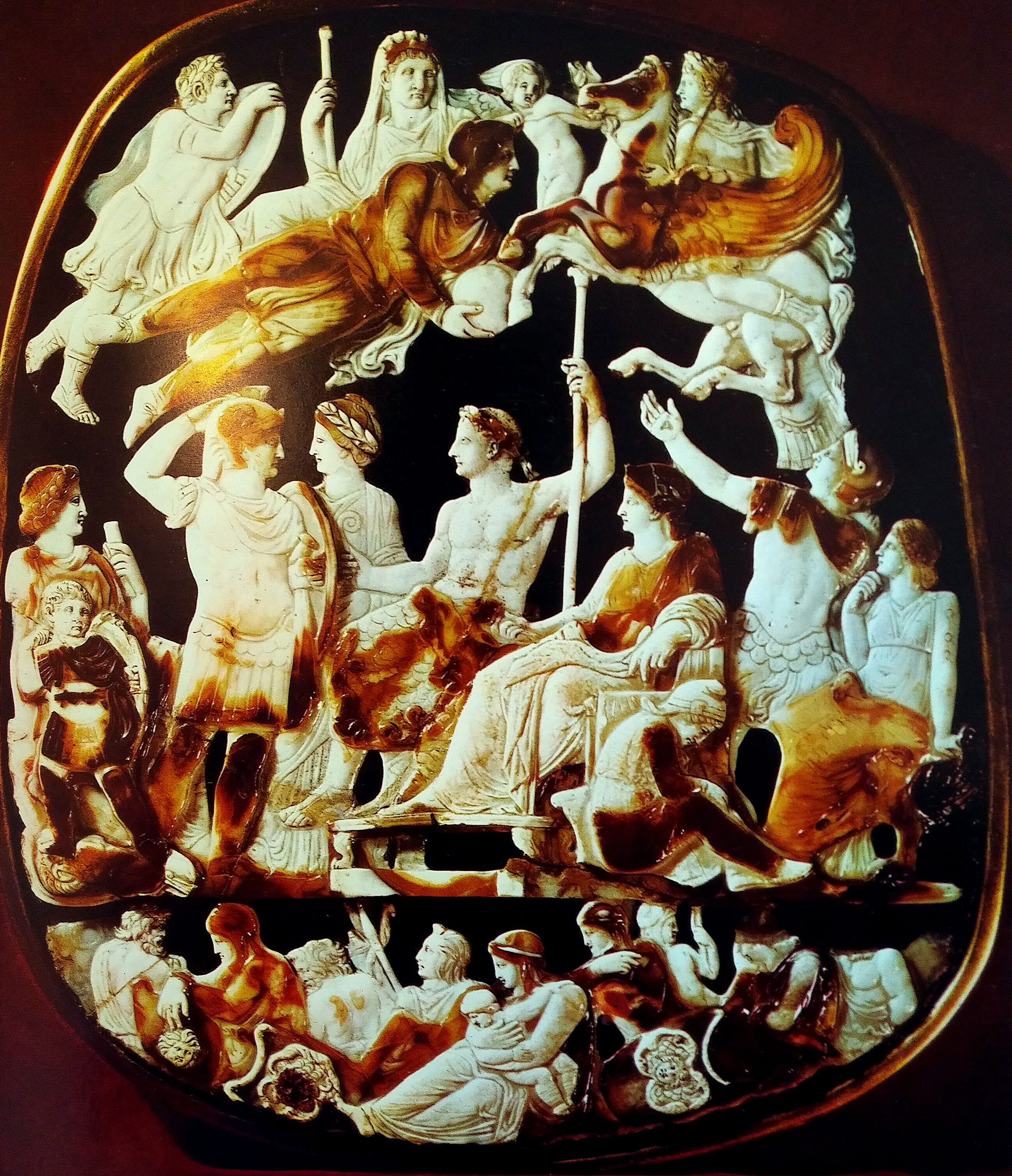
Le Grand Camée de France

La sardoine ou sarde (du grec ancien σάρδιον / sárdion, en latin sardonix, probablement « de la ville de Sardes » ou « onyx de Sardaigne ») est une pierre de couleur rouge-brun, plus ou moins translucide. Il s'agit en fait d'une variété de calcédoine.

## Description
Pierre fine de couleur brune à orangé foncé, la sardoine se prête aisément à la gravure.
La sardonyx est une sardoine rubanée, marquée de bandes concentriques blanches de calcédoine.

## Utilisation dans l'art
Une des utilisations les plus connues de la sardoine dans le monde antique se trouve dans la composition du Grand Camée de France, composé de pierres de différentes teintes.
On en trouve aussi un usage dans l'art islamique et dans l'art byzantin. En outre, les artistes du Moyen Âge ont beaucoup apprécié la reprise d'objets orientaux en sardoine, et leur ont ajouté une monture d'orfèvrerie : le vase d'Aliénor du trésor de la basilique de Saint-Denis, actuellement conservé au musée du Louvre, en est un exemple.